# Huczka
Huczka, lochanie – w gwarze myśliwskiej jest to okres godowy u dzików. Trwa 4–5 tygodni. W Polsce odbywa się zimą – od listopada do stycznia. Dorosłe samce dzików łączą się w watahy i rywalizują w tym czasie o względy samur (loch).